# Калба (Таласская область)
Калба (кирг. Калба) — село в Таласском районе Таласской области Кыргызстана входит в состав Калбинского айылного округа. Код СОАТЕ — 41707 232 862 01 0.

## Население
По данным переписи 2009 года, в селе проживало 1319 человек.